# Blang Rakal
Blang Rakal is een bestuurslaag in het regentschap Bener Meriah van de provincie Atjeh, Indonesië. Blang Rakal telt 1077 inwoners (volkstelling 2010).